# Il Guarany
Il Guarany (em português, O Guarani) é uma ópera ballo em quatro atos composta por Antônio Carlos Gomes, baseada no romance de José de Alencar, O Guarani. Seu libreto, em italiano em vez do português nativo de Carlos Gomes, foi escrito por Antonio Scalvini e Carlo D'Ormeville. A obra se destaca como a primeira ópera brasileira a ser aclamada fora do Brasil.
Il Guarany é celebrada por sua rica orquestração, melodias inspiradas e a integração de elementos da música indígena brasileira, contribuindo para sua reputação como uma obra única no repertório operístico. A ópera é lembrada pela sua abertura, conhecida por ser o tema do programa de rádio A Voz do Brasil.

## Sinopse
A história se passa no Brasil do século XVII e narra o amor impossível entre Peri, um índio guarani, e Ceci, uma jovem branca. O enredo se desenvolve em meio a conflitos entre indígenas e colonizadores portugueses, destacando temas como honra, coragem e o choque entre diferentes culturas.
No primeiro ato, somos introduzidos aos personagens principais e ao cenário da floresta brasileira, onde Peri salva Ceci de um ataque de uma onça. O segundo ato se desenrola na casa do pai de Ceci, Dom Antônio, onde Peri é recebido como herói. A relação entre Peri e Ceci se aprofunda, apesar das diferenças culturais e das objeções de outras personagens.
No terceiro ato, ocorrem traições e conflitos entre os personagens, culminando em um ataque à casa de Dom Antônio pelos Aimorés, uma tribo inimiga. No último ato, Peri e Ceci enfrentam uma série de desafios e perigos, incluindo a erupção de um vulcão. Na conclusão dramática, Peri salva Ceci de novo, e eles se refugiam em uma canoa, simbolizando sua união e o triunfo do amor sobre as adversidades.

## Estreia e versões
A estreia mundial teve lugar no Teatro Alla Scala, em Milão, Itália, em 19 de março de 1870. A ópera recebeu produções europeias adicionais. A primeira apresentação brasileira foi no Rio de Janeiro em 2 de dezembro de 1870, no Theatro D. Pedro II. Em 1980 O Guarani foi encenada no Theatro Municipal do Rio de Janeiro dirigida por Sérgio Britto e regência de Mário Tavares, com a Orquestra Sinfônica, Coro e Corpo de Ballet do Theatro Municipal, além dos intérpretes dos papéis principais e de atores interpretando os índios aimorés. Mais recentemente, em 1996, Il Guarany foi remontada pela Ópera Nacional de Washington, com Plácido Domingo no papel de Peri.

O dueto "Sento una forza indomita" para tenor e soprano fez parte do repertório gravado de Francesco Marconi com Bice Mililotti, de 1908, e de Enrico Caruso com Emmy Destinn, de 1914.

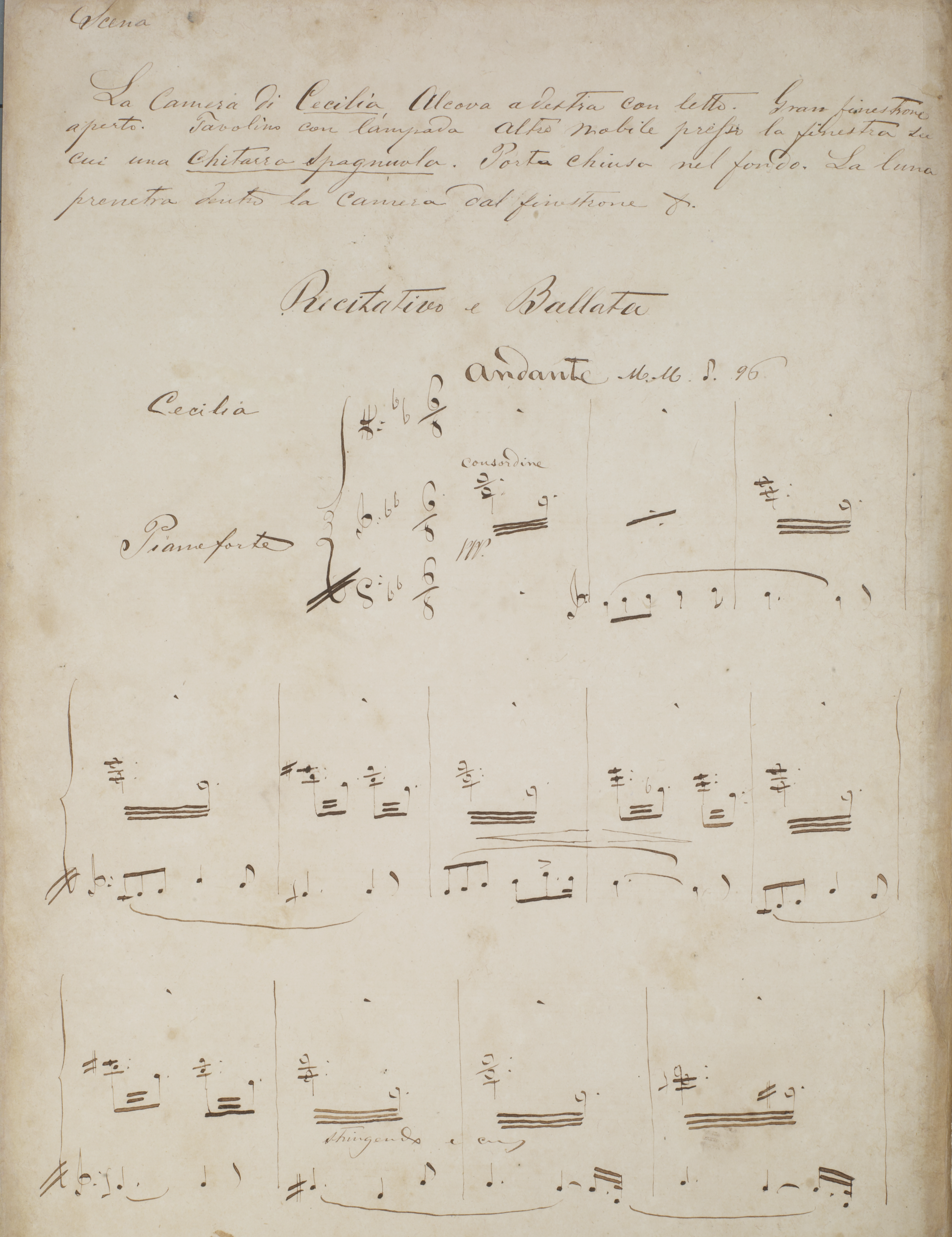
Parte da Ópera O Guarani. Documento sob guarda do Arquivo Nacional.

## Personagens
| Gonzales, (aventureiro espanhol, hóspede de Don Antônio) | barítono          |
| Don Álvaro, (aventureiro português)                      | tenor             |
| Rui Bento, (aventureiro espanhol)                        | tenor             |
| Alonso, (outro aventureiro espanhol)                     | baixo             |
| D. Antônio de Mariz, (velho fidalgo português)           | baixo             |
| Peri, (cacique da tribo dos Guaranis)                    | tenor             |
| Cecília, (filha de Don Antônio)                          | soprano leggero   |
| Pedro, (homem de armas de Don Antônio)                   | baixo             |
| Cacique, (chefe da tribo dos Aimorés)                    | baixo ou barítono |